# T–15 (gyalogsági harcjármű)
A T–15 orosz nehéz gyalogsági harcjármű, amely az Armata univerzális lánctalpas alvázon alapul.
A BMP–1, BMP–2 és BMP–3 leváltására szánt harcjármű fejlesztése 2011-ben kezdődött. Az egyik fontos célkitűzés a BMP sorozatnál jobb páncélvédettséggel rendelkező jármű kialakítása volt. Ehhez az Armata univerzális lánctalpas alvázat vették alapul, amelyre a T–14 harckocsi is épül. Gyári jelölése Objekt 149.
2013-ban készült el az első prototípus. A jármű tesztelése 2014-ben kezdődött. 2015 elején egy kisebb sorozatot, kb. egy tucat járművet készítettek, kifejezetten a moszkvai győzelem napi díszszemlén történő szereplésre. A jármű sorozatgyártása csak később kezdődik. 
2017-ben az orosz védelmi minisztérium bejelentette, hogy a T-15 nem kerül tömeggyártásra, hanem a BMP–3 módosított alvázát gyártják majd részben a AU–220M Bajkal (57mm) és részben a T–15 számára készült BM (30 mm) toronnyal, BMP–3 Dragun néven.